# Aenictus furculatus
Aenictus furculatus é uma espécie de formiga do gênero Aenictus.